# Avahi laniger
Avahi laniger är ett däggdjur som 1788 beskrevs av Gmelin. Arten ingår i släktet ullmakier och familjen indrier. IUCN kategoriserar arten globalt som livskraftig. Inga underarter finns listade i Catalogue of Life.

## Utseende
Avahi laniger blir 25 till 30 cm lång (huvud och bål) och har en 32 till 37 cm lång svans. På ovansidan är den ulliga pälsen gråbrun med röda skuggor och den yviga svansen har en tydlig rödbrun färg. Buken är huvudsakligen ljusgrå och på lårens utsida finns stora vita fläckar. Med sina stora ögon och små öron, som nästan är gömda i pälsen, liknar ansiktet en uggla.

## Utbredning
Denna primat förekommer på nordöstra Madagaskar samt i ett avskild område på södra Madagaskar. 

## Ekologi
Habitatet utgörs av tropiska skogar i låglandet och i bergstrakter.
Individerna är aktiva på natten. På dagen vilar de gömda i växtligheten. En flock består av upp till fem individer och det antas att den består av ett vuxet föräldrapar och deras ungar. Reviret är en till två hektar stort och försvaras mot artfränder. I augusti eller september föder honan en unge. Avahi laniger äter blad och unga växtskott samt några frukter, blommor och bark.
Vuxna honor kan ha en kull med en unge per år. Ungen klamrar sig i början fast vid moderns päls på framsidan och rider senare på moderns rygg.